# Prusias semotus
Prusias semotus là một loài nhện trong họ Sparassidae.
Loài này thuộc chi Prusias. Prusias semotus được Octavius Pickard-Cambridge miêu tả năm 1892.